# 台北國際商業銀行
台北國際商業銀行（簡稱台北商銀、北商銀），是過去曾經存在於台灣的商業銀行之一，已於2006年11月併入永豐金融控股公司旗下的永豐商業銀行。

## 歷史

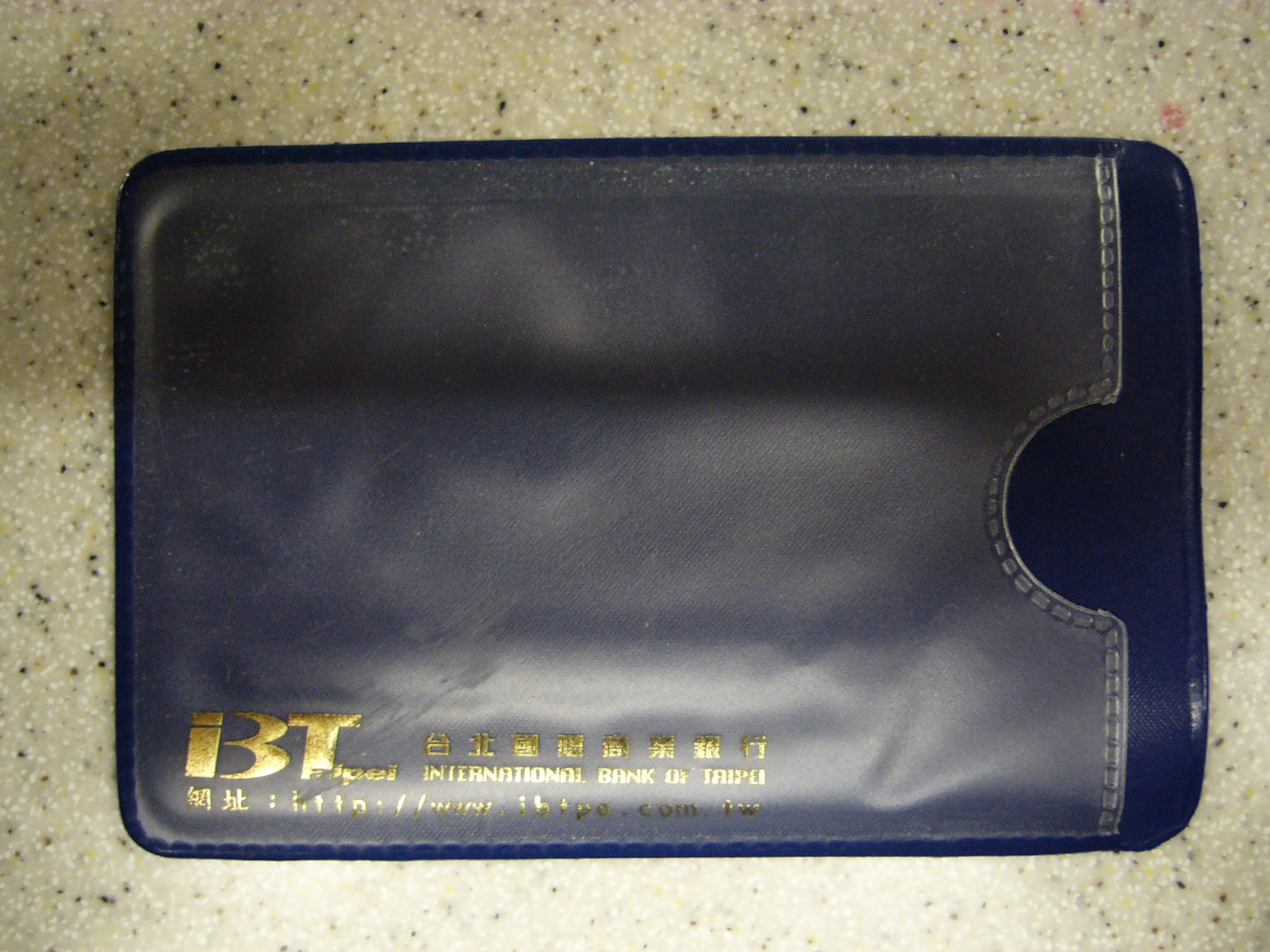
台北國際商業銀行的塑膠卡套

1948年5月4日，「台北區合會儲蓄公司」成立。1975年，《銀行法》修正條文將合會儲蓄公司納入銀行體制、並提供民眾與中小企業授信業務；因此台北區合會儲蓄公司於1978年1月1日改制為「台北區中小企業銀行」。1983年4月台北區中小企業銀行股票上市，1998年5月14日再改制為「台北國際商業銀行」。
由於台北國際商業銀行名稱與台北銀行近似，台北銀行向經濟部要求撤銷台北國際商業銀行名稱。台北銀行向經濟部提起訴願及再訴願，要求撤銷台北國際商業銀行名稱，均被駁回；台北銀行遂向行政法院（今最高行政法院）提起行政訴訟，2000年6月12日遭行政法院判決駁回。
2005年12月26日，台北國際商業銀行以換股方式成為建華金融控股公司（2006年更名為永豐金融控股公司）百分之百持股的子公司。2006年11月13日，台北國際商業銀行與同屬永豐金控的建華商業銀行合併，合併後台北國際商業銀行為消滅銀行，建華銀行為存續銀行並更名為「永豐商業銀行」。